# 萬壽節 (泰國)
萬壽節是慶祝泰國國王誕辰的節日。源自大城王朝，此朝的開國國王乌通王定泰陰曆九月的某日爲泰王的祝寿日，此舉是為防止泰王的真实生辰被人知曉而施巫术加害。此後泰王均遵循這一方法。俟曼谷王朝拉瑪四世國王開始以當朝國王真實生辰爲萬壽節。1959年，泰国政府宣布将当时的泰王普密蓬（拉玛九世）的生日12月5日定为国庆节，而後世泰王不再設万寿节。泰國媒體仍依照習慣稱國慶節爲萬壽節。
历代泰王的祝寿活动并没有统一规定，同一位国王也可能每年的祝寿活动不尽相同。现今的万寿节活动较为注重礼佛诵经、行善布施、斋僧、放生等佛事仪式，此外还有举行国宴、鸣礼炮、放礼花、临朝受贺、御林军献忠、颁发勋章等仪式。